# كارلتون (بيدفوردشير)
كارلتون (بالإنجليزية: Carlton, Bedfordshire)‏ هي قرية تقع في المملكة المتحدة في شرق انجلترا.